# Pluhův Žďár
Pluhův Žďár (niem. Pluhow) – wieś i gmina (czes. obec) w powiecie Jindřichův Hradec w Czechach. Zamieszkana przez 615 osób. Pierwsza wzmianka z 1267 roku. We wsi znajduje się kościół Narodzenia Najświętszej Marii Panny z 1717 roku oraz zamek.

## Wsie gminy
- Pluhův Žďár
- Červená Lhota
- Jižná
- Klenov
- Mostečný
- Plasná
- Pohoří
- Samosoly